# Сјемјановице Слонскје
Сјемјановице Слонскје (пољ. Siemianowice Śląskie) је град у Пољској у Војводству Шлеском у Повјату Сјемјановице Слонскје. Према попису становништва из 2011. у граду је живело 70.170 становника.

## Становништво
Према прелиминарним подацима са пописа, у граду је 2011. живело 70.170 становника.
| 2002.  | 2011.  | 2012.  |
| ------ | ------ | ------ |
| 74.269 | 70.170 | 69.539 |

## Партнерски градови
- Мохач
- Ватрло
- Јаблунков
- Кампија Турзији